# Jane Jensen (actrice)
Pour les articles homonymes, voir Jane Jensen et Jensen.
Jane Jensen, née en 1967 aux États-Unis, est une actrice américaine.

## Filmographie
- 1990 : Diving In : l'amie de Terry
- 1992 : Eyes of the Prey : Terry Martin
- 1996 : Tromeo and Juliet : Juliette Capulet
- 1997 : Jane Street : Corinne
- 1997 : Dream House : Emmy
- 1998 : The Adventures of Sebastian Cole : la fille du Nightclub
- 1998 : Sins of the City (série télévisée) : Jenny
- 1998 : Hoofboy (court métrage)
- 2001 : Big Apple (série télévisée) : la fille russe
- 2002 : Operation Midnight Climax : Gyna
- 2003 : Dead Canaries : Angela
- 2004 : Fallacy : Lisa
- 2006 : Debbie Rochon Confidential: My Years in Tromaville Exposed! : Juliet
- 2009 : It Came from Trafalgar
- 2011 : New York, unité spéciale (saison 12, épisode 19) : Suzette